# Dänische SS-Einheiten

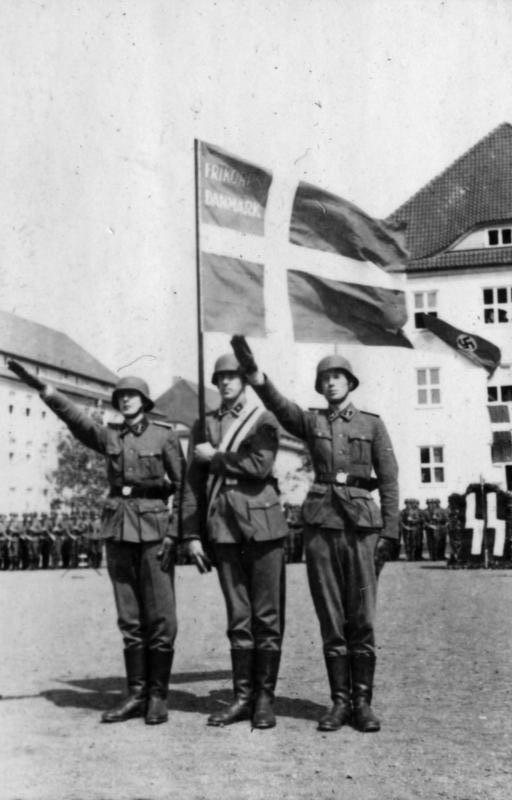
Vereidigung von dänischen SS-Freiwilligen des Frikorps Danmark 1941 in Hamburg-Langenhorn

Dänische SS-Einheiten waren Teil der Ausländischen Freiwilligenverbände der Waffen-SS. Im Laufe des Zweiten Weltkrieges taten rund 6000 dänische Staatsbürger freiwillig Dienst in der Waffen-SS, um an der Ostfront gegen die Sowjetunion zu kämpfen. Dem voraus ging die Unterstützung der finnischen Armee durch dänische Freiwillige im Winterkrieg gegen die Sowjetunion. Erster Kommandeur der Dänen war Oberstleutnant Christian Peter Kryssing. Auf dessen Ablösung folgte im Februar 1942 der Leibgardeoffizier Christian Frederik von Schalburg. Die dänischen Offiziere waren aus dem dänischen Militär unter Billigung der Regierung zeitweilig ausgetreten und wurden in die Waffen-SS mit dem entsprechenden Dienstgrad übernommen. Dennoch wurden nach Kriegsende gegen sie Strafen wegen Landesverrat verhängt (siehe dazu: NS-Prozesse in Dänemark).

## Standarte Nordland – Division Wiking
Bereits kurz nach der deutschen Besetzung Dänemarks am 9. April 1940 wurden dänische Staatsbürger für die SS-Standarte „Nordland“ angeworben. Im Mai 1940 reisten ungefähr 200 Dänen nach Klagenfurt in Österreich, wo ein Bataillon – hauptsächlich aus Dänen und Norwegern bestehend – ausgebildet werden sollte. Einige der Dänen waren aber der Ansicht, dass sie unter falschen Voraussetzungen angeworben worden waren, und reisten bald wieder nach Hause. Die Übrigen und neue Angeworbene wurden im November 1940 in die neu aufgestellte SS-Division „Wiking“ als Regiment „Nordland“ eingegliedert.
Im Mai 1943 wurden zwei Bataillone des Regiments – hauptsächlich aus dänischen und norwegischen Freiwilligen bestehend – in die 11. SS-Freiwilligen-Panzergrenadier-Division „Nordland“ überführt. Einige hunderte dänische Freiwillige kämpften in der Division „Wiking“ bis zum Kriegsende.

## Frikorps Danmark
Wenige Tage nach Überfall auf die Sowjetunion begannen die dänischen Nationalsozialisten, für eine rein dänische Einheit mit dem Namen „Frikorps Danmark“ Personal anzuwerben. Allerdings weitete sich das Rekrutierungspotenzial, anders als bei vorherigen Versuchen, über die Mitgliederschaft der DNSAP hinaus aus, da sich nun auch Antikommunisten mit anderen Hintergründen angesprochen fühlten. Der Artillerieoffizier Christian Peter Kryssing – der nicht Parteimitglied war – trat als Kommandeur in das Freikorps ein. Die dänische Regierung wollte vermeiden, dass dänische Wehrpflichtige aufgrund deutscher Forderungen zwangsweise zum Kriegsdienst an der Ostfront eingezogen würden. Darum wurde akzeptiert, dass Freiwillige für den Dienst im „Frikorps Danmark“ angeworben wurden und dass Offiziere und Unteroffiziere zeitweilig aus dem dänischen Heer austraten, um Dienst in diesem Korps zu tun.

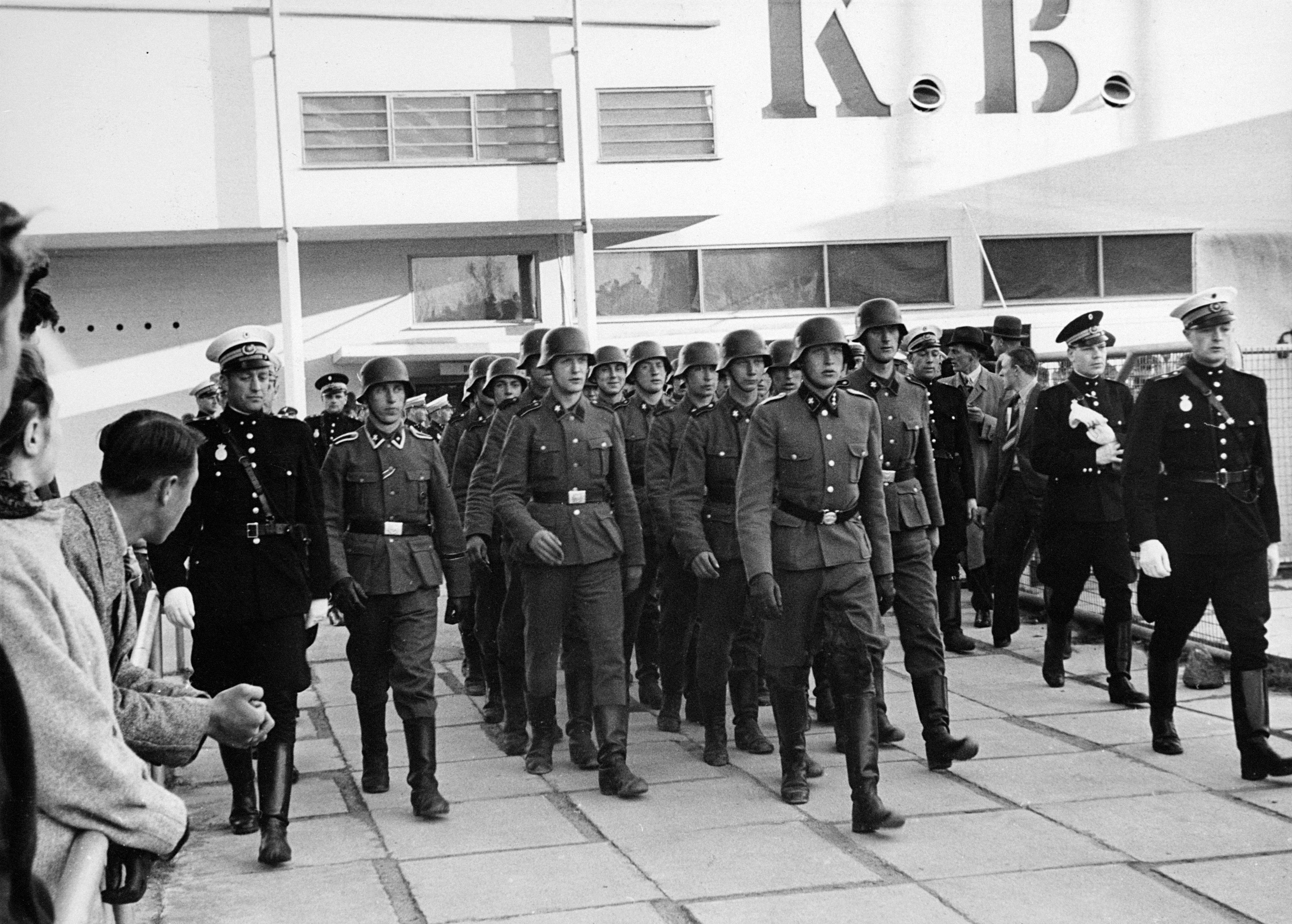
Soldaten des Frikorps Danmark am 26. April 1942

Am 19. Juli 1941 reisten die ersten 800 dänischen Freiwilligen von Kopenhagen nach Hamburg ab. In der SS-Kaserne Hamburg-Langenhorn wurde das Freikorps formiert, der Eid auf Adolf Hitler geleistet und die Ausbildung begonnen. Nach und nach stießen neue Freiwillige hinzu. Im September 1941 wurde das Korps in die Kaserne Treskau (Owińska) am Truppenübungsplatz Warthelager nördlich von Posen verlegt, wo bessere Übungsbedingungen herrschten.
Im März 1942 wurde Oberstleutnant Kryssing abgelöst. Der Artillerieoffizier schien weniger geeignet zum Kommandeur eines Infanterie-Bataillons und hatte sich dem Anschein nach mit überzeugten Nationalsozialisten unter den Offizieren angelegt. Nachfolger wurde der dänische SS-Hauptsturmführer Christian Frederik von Schalburg.
Im Mai 1942 wurde das Freikorps „Danmark“ in der Kesselschlacht von Demjansk eingesetzt. Hier hielt das Korps unter schwierigen Bedingungen und unter Verlusten den erkämpften Korridor zum Kessel. Von den ursprünglichen etwa 1.100 Mann fielen 73 und 274 wurden verwundet. Das sumpfige Gebiet förderte den Ausbruch von Krankheiten (zum Beispiel Gelbfieber). Kommandeur von Schalburg fiel am 2. Juni 1942. Wenige Tage später starb auch sein Nachfolger, der deutsche SS-Hauptsturmführer Hans Albert von Lettow-Vorbeck.
Anfang August wurde das Freikorps von der Front abgezogen und ging auf Heimaturlaub. Im Dänemark war die Stimmung inzwischen deutlich erkennbar gegen Deutschland umgeschlagen. Das Freikorps war nicht gerne gesehen. Bei der Ankunft in Kopenhagen kam es zu Unruhen.
Nach der Ruhepause zurück an der Ostfront und jetzt vom dänischen SS-Hauptsturmführer Knud Børge Martinsen geführt, wurde das Freikorps der 1. SS-Infanterie-Brigade (mot.) unterstellt und in der Gegend um Newel und Welikije Luki eingesetzt. Hier befand sich das Freikorps bis Ende März 1943. Die Verluste waren hier geringer als im Einsatz des vorausgegangenen Sommers.
Am 24. März 1943 wurde „Frikorps Danmark“ aus der Front herausgelöst und per Eisenbahn nach Grafenwöhr in Bayern verlegt. Hier wurde das Freikorps am 6. Juni 1943 offiziell aufgelöst. Die Freiwilligen, die sich auf Kriegsdauer verpflichtet hatten, gingen im Regiment 24 „Danmark“ in der neu aufgestellte 11. SS-Freiwilligen-Panzergrenadier-Division „Nordland“ auf.

### Fahne und Abzeichen des Frikorps Danmark

Fahne des Frikorps Danmark

Die Truppenfahne des Frikorps Danmarks bestand aus der dänischen Nationalflagge (Dannebrog), der in weißen Buchstaben die Worte „Frikorps Danmark“ in der linken oberen Ecke hinzugefügt wurden.
Zu Beginn führten die Angehörigen des Frikorps Danmark statt der bei der SS üblichen Siegrune auf dem linken Kragenspiegel den Dannebrog, die aber bereits während des Aufenthalts in Langenhorn von einer Hakenkreuz-Triskele abgelöst wurde. Die Ersatzkompanie des Freikorps hat möglicherweise die Nationalflagge etwas länger benutzt.

## Regiment 24 „Danmark“
Die Division „Nordland“ war dem III. (germanischen) SS-Panzerkorps unter SS-Obergruppenführer Felix Steiner unterstellt. Von den drei Bataillonen des Regiments „Danmark“ bestand nur eines aus Dänen, die übrigen waren hauptsächlich mit rumänischen Volksdeutschen bemannt.
In Verbindung mit der italienischen Kapitulation am 3. September 1943 wurde das Panzerkorps und damit auch das Regiment „Danmark“ noch während seiner Ausbildungsperiode nach Kroatien verlegt, um bei der Entwaffnung italienischer Verbände mitzuwirken. Außerdem hatte man hier mit nicht geringen Verlusten an der Bekämpfung von jugoslawischen Partisanen teilgenommen.
Nach drei Monaten erfolgte die Verlegung des Korps an die nördliche Ostfront, wo es sich im Januar und Februar 1944 an den Abwehrkämpfen gegen den Ausbruch der Roten Armee aus dem Brückenkopf von Oranienbaum (bei Leningrad) beteiligte. Im Laufe der Kämpfe wurde das Korps zum Rückzug bis in den Raum Narwa gezwungen. Besonders der Kampf um den Brückenkopf Narwa war für das Regiment „Danmark“ verlustreich. Im Zuge der sowjetischen Operation Bagration im Juni/Juli 1944 musste sich das Korps jedoch weiter zurückziehen, bis es im Januar 1945 im Kurland eingekesselt wurde.
Im Februar 1945 wurde das Panzerkorps per Schiff nach Pommern überführt, um im „Unternehmen Sonnenwende“ eingesetzt zu werden. Nach dem Scheitern dieses Unternehmens gingen die Reste des III. SS-Panzerkorps in der Armeegruppe Steiner auf, die von Norden her Berlin entsetzen sollte. Teile der 11. SS-Panzergrenadier-Division „Nordland“ mit dem Regiment „Danmark“ waren im Zentrum von Berlin eingesetzt. Einige dänische Soldaten kämpften hier bis zum Kriegsende.

## Division Totenkopf
Ungefähr 600 dänische Staatsangehörige – fast alle der deutschen Minderheit in Nordschleswig angehörend – haben in der SS-Division Totenkopf und ihren Nachfolgeeinheiten Dienst geleistet.

## Mannschaftsstärke
Die genaue Anzahl von Dänen, die in Waffen-SS-Einheiten Dienst geleistet haben, ist unbekannt. Nach Schätzungen haben sich gut 12.000 gemeldet, wovon aber nur die Hälfte, knapp 6.000, angenommen wurde. Von den Angenommenen können ca. 1.400 der deutschen Minderheit in Nordschleswig zugerechnet werden.
Die Anzahl von Gefallenen ist ebenfalls nicht bekannt. Bis Ende 1944 waren 1.165 Dänen gefallen oder vermisst. Die Verlustzahl in den letzten Monaten des Krieges war sehr hoch, die Gesamtzahl von gefallenen und vermissten Dänen wird auf 1.750 geschätzt.

## Gerichtliche Aufarbeitung
Nach dem Krieg wurden die Freiwilligen, die nach Dänemark zurückkamen, vor Gericht gestellt und wegen Landesverrats mit zwischen zwei (Mannschaften) und acht Jahren (Offiziere) Haft bestraft.
Die Bestrafung fand nach einem schon damals rechtstheoretisch kritisierten Zusatz zum dänischen Strafgesetzbuch statt, der mit rückwirkender Kraft ab dem 9. April 1940 galt (siehe dazu: NS-Prozesse Dänemark).
Von den Gerichten wurde zugrunde gelegt, dass die Freiwilligen hätten einsehen müssen, dass die dänische Regierung bei der Akzeptanz der SS-Werbung in Dänemark unter deutschem Druck stand. Dienst in SS-Einheiten nach dem 29. August 1943, als die dänische Regierung zurücktrat und Heer und Flotte aufgelöst wurden, sahen die Gerichte als strafverschärfenden Umstand an.
Ungefähr 3.300 Dänen wurden wegen Dienst in der Waffen-SS bestraft. Einigen gelang es, sich der gerichtlichen Verfolgung zu entziehen, einige verblieben in Deutschland (zum Beispiel Sören Kam) und einige hunderte, die aus sowjetischer Kriegsgefangenschaft in der Zeit bis 1956 zurückkamen, wurden als Spätheimkehrer nicht bestraft.